# ルゲンツ・ドート
ルゲンツ・ドート（Luguentz Dort; フランス語: [dɔʁ] または 英語: [dɔːrt], 1999年4月19日 - ）は、カナダのケベック州モントリオール出身のプロバスケットボール選手。NBAのオクラホマシティ・サンダーに所属している。ポジションはシューティングガードまたはスモールフォワード。

## 経歴

### 生い立ち
モントリオールで生まれ育つ。両親は共にハイチ人だが、若い頃にサン・マルクからカナダに移住していた。ストリートバスケを経て、12歳から本格的にバスケットボールを始めた。

### カレッジ
アリゾナ州立大学に進学したドートは、デビュー戦でいきなり28得点を記録し、同大学の新人のデビュー戦最多得点記録を更新。その後も主力として活躍し、1年目の終わりに2019年のNBAドラフトにアーリーエントリーした。

### オクラホマシティ・サンダー
ドラフトではどこからも指名されなかった。その後2019年7月6日にオクラホマシティ・サンダーとツーウェイ契約を結んだ。
Gリーグのオクラホマシティ・ブルーで結果を残し、2019年12月6日のミネソタ・ティンバーウルブズ戦でNBAデビューした。
2020年1月29日のサクラメント・キングス戦でキャリアハイとなる23得点を記録した。
2020年2月23のサンアントニオ・スパーズ戦では、3ポイントシュート2本を含む8本のシュートを放ち、全て成功させる活躍を見せた。
活躍が評価され2020年6月24日にサンダーと4年総額540万ドルの正式契約を結んだ。その後チームはプレーオフに進出し、ヒューストン・ロケッツとの1回戦では大学の先輩でもある相手エースのジェームズ・ハーデンを相手に見事なディフェンスを披露。さらに3勝3敗で迎えた第7戦ではキャリアハイとなる30得点を記録。これはドラフト外ルーキーの史上最多得点記録だった。最後は逆転を狙った3ポイントシュートをハーデンにブロックされ敗れたが、試合後にハーデンから「彼は素晴らしいキャリアを送るだろう」と絶賛された。
2020-21シーズンは得点力が向上し、2021年4月11日のユタ・ジャズ戦でキャリアハイを更新する42得点を記録した。

## 個人成績

### NBA

#### レギュラーシーズン
| シーズン | チーム | GP  | GS  | MPG  | FG%  | 3P%  | FT%  | RPG | APG | SPG | BPG | PPG  |
| -------- | ------ | --- | --- | ---- | ---- | ---- | ---- | --- | --- | --- | --- | ---- |
| 2019–20  | OKC    | 36  | 28  | 22.8 | .394 | .297 | .792 | 2.3 | .8  | .9  | .1  | 6.8  |
| 2020–21  | OKC    | 52  | 52  | 29.7 | .387 | .343 | .744 | 3.6 | 1.7 | .9  | .4  | 14.0 |
| 2021–22  | OKC    | 51  | 51  | 32.6 | .404 | .332 | .843 | 4.2 | 1.7 | .9  | .4  | 17.2 |
| 2022–23  | OKC    | 74  | 73  | 30.7 | .388 | .330 | .772 | 4.6 | 2.1 | 1.0 | .3  | 13.7 |
| 2023–24  | OKC    | 79  | 79  | 28.4 | .438 | .394 | .826 | 3.6 | 1.4 | .9  | .6  | 10.9 |
| 2024–25  | OKC    | 71  | 71  | 29.2 | .435 | .412 | .717 | 4.1 | 1.6 | 1.1 | .5  | 10.1 |
| 通算     | 通算   | 363 | 354 | 29.3 | .408 | .360 | .790 | 3.9 | 1.6 | 1.0 | .4  | 12.2 |

#### プレーオフ
| シーズン | チーム | GP | GS | MPG  | FG%  | 3P%  | FT%  | RPG | APG | SPG | BPG | PPG  |
| -------- | ------ | -- | -- | ---- | ---- | ---- | ---- | --- | --- | --- | --- | ---- |
| 2020     | OKC    | 6  | 6  | 29.2 | .355 | .260 | .533 | 3.7 | 1.0 | .3  | 1.0 | 12.5 |
| 2025     | OKC    | 10 | 10 | 35.0 | .363 | .391 | .842 | 4.6 | 2.0 | 1.3 | .2  | 10.7 |
| 2025     | OKC    | 23 | 23 | 29.0 | .366 | .343 | .636 | 3.9 | .9  | 1.3 | .4  | 7.9  |
| 通算     | 通算   | 39 | 39 | 30.5 | .363 | .339 | .679 | 4.0 | 1.2 | 1.1 | .5  | 9.3  |

### カレッジ
| シーズン | チーム | GP | GS | MPG  | FG%  | 3P%  | FT%  | RPG | APG | SPG | BPG | PPG  |
| -------- | ------ | -- | -- | ---- | ---- | ---- | ---- | --- | --- | --- | --- | ---- |
| 2018-19  | ASU    | 34 | 33 | 31.5 | .405 | .307 | .700 | 4.3 | 2.3 | 1.5 | .2  | 16.1 |